# Ladoga
Jezero Ladoga (rus. Ладожское озеро, Ladožskoje ozero; fin. Laatokka) najveće je europsko slatkovodno jezero, a 15. po veličini na svijetu. Smješteno je između ruske republike Karelije i Lenjingradske oblasti.
Zajedno s otocima, veličine je 17.700 km². Dužina (od sjevera prema jugu) je 219 km, a širina je 138 km. Prosječna dubina je 70 m, a najdublja točka iznosi 260 m (u sjeverozapadnom dijelu). Površina sliva je 276.000 km².
Na jezeru se nalazi 660 otoka, ukupne površine 435 km². Većina otoka nalazi se na sjeverozapadnom dijelu jezera.
Pod površinu jezera uzima se oko 50,000 jezera i 3,500 rijeka dužih od 10 km. Oko 85% vode dolazi iz rijeka, 13% od padalina a 2% iz podzemlja. Glavne rijeke su:
- rijeka Svir (jugoistok, istjek: 790 m³/s);
- rijeka Volkov (jug, istjek: 580 m³/s);
- rijeka Vuoksi (zapad, istjek: 540 m³/s).
- rijeka Sjas (jug, istjek: 53 m³/s).
- rijeka Olonka, iz jezera Utozero

Površina jezera se nalazi 4 m iznad razine mora. Ulijeva se u Finski zaljev, Baltičkog mora.

## Vanjske poveznice
|  | Zajednički poslužitelj ima još gradiva o temi Ladoga |